# Mordellistena beyrodti
Mordellistena beyrodti là một loài bọ cánh cứng trong họ Mordellidae. Loài này được Lengerken miêu tả khoa học năm 1922.